# Erasmus Darwin

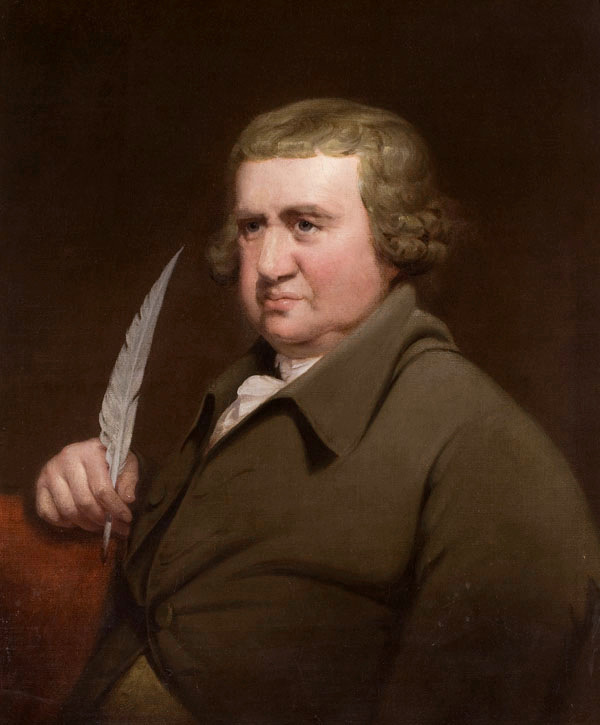
Portrait des Erasmus Darwin von Joseph Wright of Derby (1792)

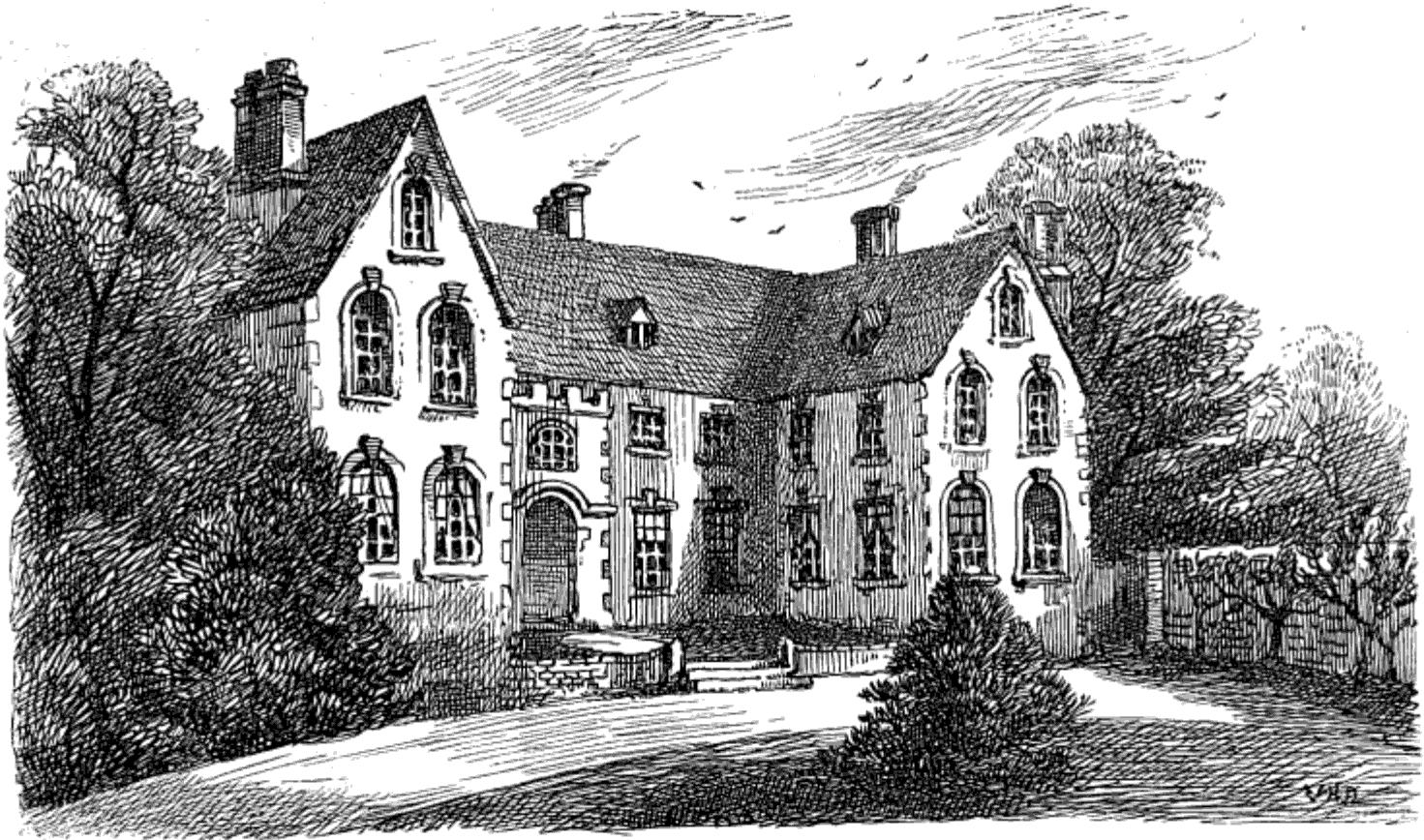
Darwins Geburtshaus „Elston Hall“

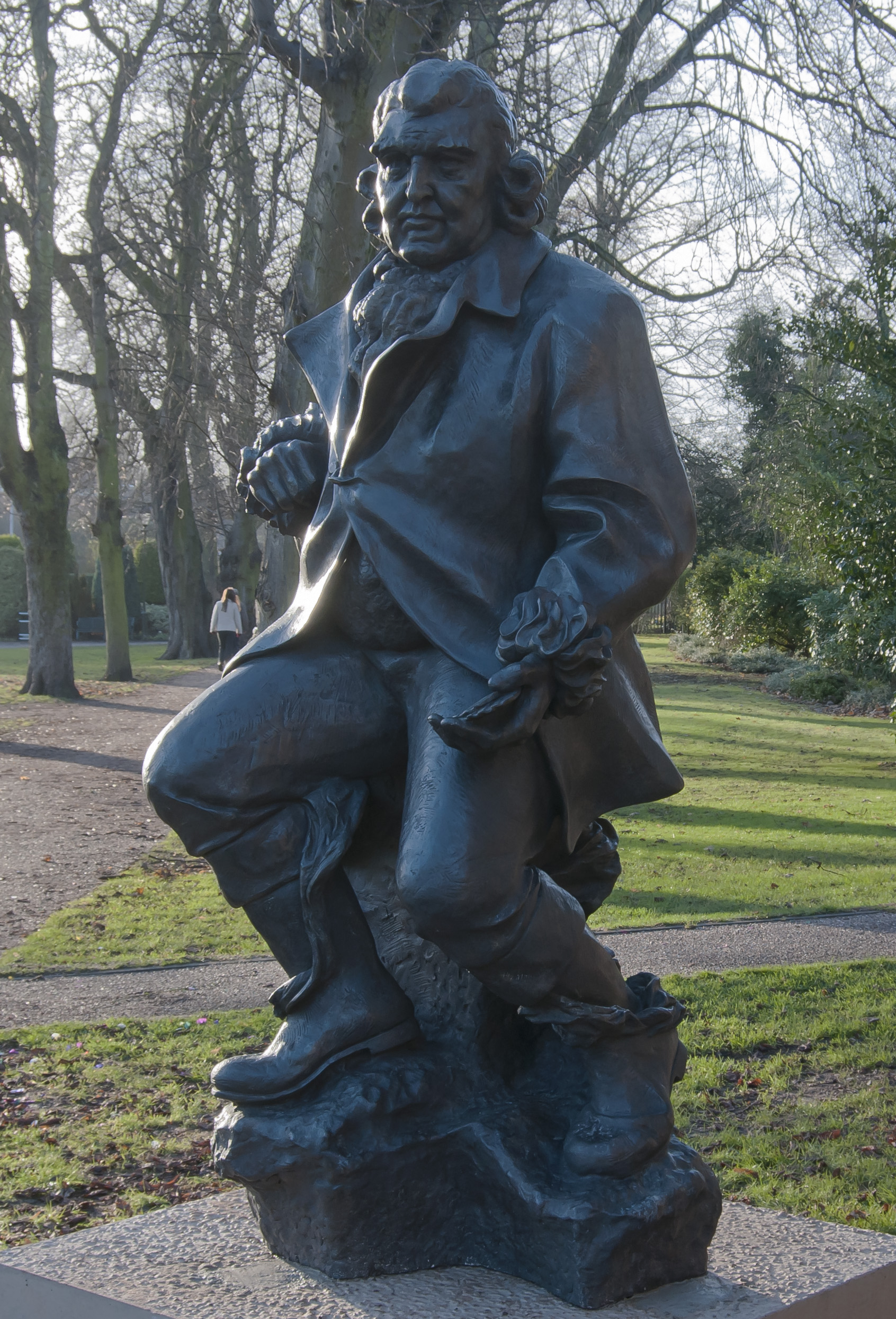
Am 12. Dezember 2012 enthüllte Bronzestatue von Peter Walker (* 1973) im Beacon Park, Lichfield

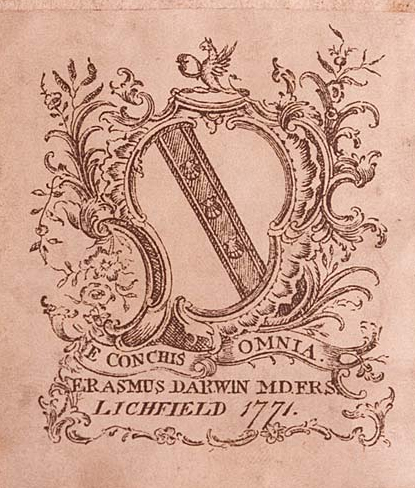
Darwins Exlibris mit dem Wahlspruch E Conchis Omnia („Alles aus den Muscheln“)

Erasmus Darwin (* 12. Dezember 1731 in Elston; † 18. April 1802 in Derby) war ein britischer Universalgelehrter. Sein wissenschaftliches Hauptwerk ist die zweibändige medizinische Abhandlung Zoonomia (1794–1796), von der drei Auflagen erschienen. Darwin ist der Vater von Robert Darwin. Zu seinen Enkeln gehören Charles Darwin und Francis Galton.

## Leben
Erasmus Darwin war das jüngste der sieben Kinder von Robert Darwin of Elston (1682–1754), einem Anwalt, und dessen Frau Elizabeth Hill (1702–1797). 1741 wurde Darwin auf die Grammar School in Chesterfield geschickt und wurde 1750 Student des St John’s College in Cambridge. Während seiner Zeit in Cambridge besuchte Darwin in London die Vorlesungen des schottischen Chirurgen William Hunter. Im Oktober 1753 begann er sein Studium der Medizin an der Edinburgh Medical School, wo er bis zum Frühsommer 1756 blieb. Seinen Bachelor der Medizin (Medicinae Baccalaureus) erwarb Darwin im Juni 1755 in Cambridge. 1754 wurde Darwin ein Mitglied im Bund der Freimaurer (St. David’s Lodge No. 36 in Edinburgh).
Am 30. Dezember 1757 heiratete Darwin in der St Mary’s Church von Lichfield Mary Howard (1740–1770). Mit ihr hatte er eine Tochter und vier Söhne, von denen jedoch zwei im Säuglingsalter verstarben. Das Erwachsenenalter erreichten die Söhne Charles (1758–1778), Erasmus (1759–1799) und Robert (1766–1848).
Am 9. April 1761 wurde Darwin zum Mitglied der Royal Society gewählt.
Darwin war Mitglied des Lichfield Turnpike Trust. Gemeinsam mit dem Industriellen Samuel Garbett (1717–1805), dem Papierfabrikanten und Romancier Robert Bage (1728–1801) und dem Händler John Barker (ca. 1720–1781) war Darwin etwa 1765 an der Errichtung eines aus einem Walzwerk und einer Schlitzmühle bestehenden Eisenwerks bei Wychnor beteiligt. Er gehörte zu den Mitbegründern Lunar Society. Zu ihren Mitgliedern gehörten James Watt, Matthew Boulton sowie auch Benjamin Franklin (korrespondierendes Mitglied). Ein Jahr später lernte er Jean-Jacques Rousseau kennen, mit dem er später in brieflichem Kontakt stand.
Nach dem Tod seiner Frau ging Darwin Anfang der 1770er Jahre eine Verbindung mit Mary Parker (später Day, 1753–1820), der Gouvernante seines Sohns Robert, ein. Mit ihr hatte er zwei uneheliche Töchter.
1781 heiratete Darwin die Witwe Elizabeth Sacheveral Pole (1747–1832), eine Tochter von Charles Colyear, 2. Earl of Portmore (1700–1785). Mit ihr hatte er sieben weitere Kinder, darunter Frances Anne Violetta, die Mutter von Francis Galton. Die Familie lebte zunächst in Radburn Hall bei Derby, zog 1783 nach Derby und 1802 schließlich ins nördlich von Derby gelegene Breadsall Priory. Seit 1792 war Darwin Mitglied der American Philosophical Society.
1783 und 1787 erschienen zwei englische Übersetzungen, die auf Arbeiten von Carl von Linné beruhten. Herausgeber war eine Botanical Society at Lichfield, die von Darwin für diesen Zweck gegründet wurde. A system of vegetables (1783) war eine Übersetzung von Systema vegetabilium, das von Johan Andreas Murray 1774 als Nachfolger der 12. Auflage von Systema Naturae (1766/1767) herausgegeben wurde. The families of plants (1787) beruhte auf der 7. Auflage von Genera Plantarum die Johann Jacob Reichard 1778 herausgab.

## Wirken

### Als Naturwissenschafter
Erasmus Darwin formulierte Ideen zur stammesgeschichtlichen Entwicklung der Organismen in seinem Werk Zoonomia, or, The Laws of Organic Life (1794–1796). So zum Beispiel die Idee, dass alles Lebendige von einem gemeinsamen Vorfahren abstamme und sich somit ein Stammbaum aller Lebensformen konstruieren lassen müsse. Die Entdeckung von Fossilien ausgestorbener Tierarten ließ ihn zu dem Schluss kommen, das Leben auf der Erde habe sich aus mikroskopisch kleinen Muscheln entwickelt. Bei der Frage, wie aus einer Art eine andere Art hervorgeht, waren seine Ideen jenen von Jean-Baptiste de Lamarck bzw. dem Lamarckismus zum Teil sehr ähnlich, jedoch machte er sich auch über die Wirkung von „sexual selection“ und Konkurrenz auf die Bildung von Arten Gedanken.

### Rezeption als Poet
George Canning veröffentlichte 16. April 1798 in der von ihm herausgegeben Wochenzeitung The Anti-Jacobin, or, Weekly Examiner unter dem Titel The Loves of the Triangles eine Parodie von Darwins The loves of the plants.

### Als Erfinder
Neben seiner Tätigkeit als Arzt, Dichter und Naturwissenschaftler betätigte sich Erasmus Darwin auch als Erfinder von verschiedenen Gerätschaften. Zum Beispiel erfand er eine horizontale Windmühle für Josiah Wedgwood.
Erasmus Darwin erfand verbessertes Design für die Lenkung bei Kutschen. Im Jahr 1765 hatte Richard Lovell Edgeworth über Darwins Achsschenkel-Design gehört und forderte die Society of Arts, auf, sich darüber zu erkundigen. Danach besuchte er Darwin selbst um sich bei ihm zu erkundigen. Mit Hilfe von Handschriften aus dem Archiv der Royal Society of Arts und anderswo konnte eine Rekonstruktion von Darwins verbessertem Verfahren zu dieser Lenkung hergestellt werden, die auf vier Gelenkstangen in Form eines gleichschenkligen Trapezes setzte.
Zu den potenziellen Erfindungen machte er sich während der Fahrten von einem Hausbesuch zum nächsten Notizen (u. a. über Wasserklosetts, eine Kohlenlore, eine „Sprechmaschine“, eine mechanische Fähre, Kreiselpumpen und Raketenantriebe). Allerdings meldete er keine seiner Erfindungen zum Patent an, da er glaubte, dass das seinen Ruf als Arzt beschädigen würde. Stattdessen ermunterte er seine Freunde, ihre eigenen Modifizierungen seiner Werke patentieren zu lassen.

## „Digitalis“ und „Wassersucht“
1780 veröffentlichte Darwin die ins Englische übersetzte Dissertation seines Sohnes Charles. Darin sind neun Fallberichte über die therapeutische Wirkung von „Digitalis“ bei der „Wassersucht“ enthalten. Dabei handelt es sich um die ersten Fallberichte, die jemals veröffentlicht wurden.
Sie erschienen fünf Jahre vor William Witherings Schrift An account of the foxglove, and some of its medical uses, dessen Vorwort auf den 1. Juli 1785 datiert ist. Erst in einem auf den 14. Januar 1785 datierten und am 16. März 1785 vor dem Royal College of Physicians of London verlesenen Beitrag legt Darwin offen, dass die Fallberichte durch ihn ergänzt wurden. Dem Wiederabdruck der Dissertation seines Sohnes als Bestandteil seiner Schrift Zoonomia (1794) stellt er eine ähnliche Anmerkung voran.
Beide Male erwähnt Darwin Witherings Namen an keine Stelle und gab auch keine Erklärung dafür wie er auf diese Behandlungsmethode gekommen war. Aus Witherings vierter Krankengeschichte, die mit Darwins ersten Fallbeispiel übereinstimmt, wird ersichtlich, dass beide am 25. Juli 1776 zu einer Konsultation bei einer Miss Hill gerufen wurden, die an Wassersucht litt und bei der die konventionellen Behandlungsversuche nicht geholfen hatten. Withering schlug eine Behandlung mit „Digitalis“, mit der er schon Erfahrungen gesammelt hatte.
In seinem Poem The loves of the plants (1789) verwies Darwin in einer Fußnote zu Digitalis ebenfalls auf die übersetzte Dissertation seines Sohnes.

## Ehrungen
Edward Rudge (1763–1846) benannte 1815 die Gattung Darwinia der Familie Myrtengewächse (Myrtaceae) nach Erasmus Darwin.

## Schriften (Auswahl)

### Bücher
- A view of the advantages of inland navigations: With a plan of a navigable canal, intended for a communication between the ports of Liverpool and Hull. London 1765 (Digitalisat) – anonym.
- An Elegy on the much lamented Death of a most ingenious young Gentleman, who lately died in the College of Edinburgh, where he was a Student. London 1778 – anonym, mit Andrew Duncan (1744–1828).
- Experiments establishing a criterion between mucaginous and purulent matter. And an account of the retrograde motion from the absorbent vessels of animal bodies in some diseases. Lichfield 1780 (Digitalisat) – Übersetzung der Dissertation seines ältesten Sohns Charles Darwin (1758–1778).
- A system of vegetables, according to their classes, orders, genera, species, with their characters and differences […]. 2 Bände, Lichfield 1783 (Digitalisat) – Übersetzung von Carl von Linnés Systema vegetabilium 1774, herausgegeben von Johan Andreas Murray.
- The families of plants, with their natural characters, according to the number, figure, situations, and proportions of all the parts of the fructification. 2 Bände, Lichfield 1787 (Band 1, Band 2) – Übersetzung von Linnés 7. Auflage von Genera Plantarum, 1778, herausgegeben von Johann Jacob Reichard.
- The botanic garden. 2 Teile, ursprünglich anonym:
  - Teil 2: The loves of the plants. J. Johnson, London 1789 (Digitalisat).
    - Les Amours des plantes, poème en quatre chants; suivi de notes et de dialogues sur la poésie. Paris 1800 (Digitalisat) – ins Französische übersetzt durch Joseph Philippe François Deleuze.
    - Gli amori delle piante. Poema con note filosofiche. Mailand 1805 (Digitalisat) – ins Italienische übersetzt durch Giovanni Gherardini (1778–1861).
      - Neapel 1817 (Digitalisat).
      - 2. Auflage. Mailand 1818 (Digitalisat).

  - Teil 1: The economy of vegetation. J. Johnson, London 1791 (eigentlich 1792, Volltext).
    - Bruchstücke aus dem englischen Gedicht The Botanic Garden. In: Neue Bibliothek der schönen Wissenschaften und der freyen Künste. Band 61, Teil 1, 1798, S. 78–133 (Digitalisat) – übersetzt durch Christian Garve.
    - O jardim botanico de Darwin. Parte I. Ou a economia da vegetação, poema com notas filosoficas. Lissabon 1803–1804 (Digitalisat). – ins Portugiesische übersetzt durch Vicente Pedro Nolasco da Cunha.
- Zoonomia, or, the laws of organic life.
  - 1. Auflage, 2 Bände, J. Johnson, London 1794–1796 (Digitalisat).
  - 2. Auflage. 2 Bände, J. Johnson, London 1796 (Volltext: Band 1, Band 2).
  - 3. korrigierte Auflage. 4 Bände, J. Johnson, London 1801 (Band 1, Band 2, Band 3, Band 4).
- A plan for the conduct of female education in boarding schools. J. Drewry, Derby 1797 (Digitalisat).
- Phytologia; or the philosophy of agriculture and gardening. J. Johnson, London 1800 (Digitalisat).
  - Phytonomie oder philosophische und physische Grundsätze des Acker- und Gartenbaues. 2 Bände, Wolf und Comp., Leipzig 1801 (Digitalisat) – übersetzt von Ernst Benjamin Gottlieb Hebenstreit.
- The Temple of Nature; or, The Origin of Society: A Poem, with Philosophical Notes. J. Johnson, London 1803 (Digitalisat, Volltext).
  - The temple of nature, or the origin of society: a poem. L. Lucius, Braunschweig 1808 – herausgegeben von Ludwig August Kraus.
  - Aloys Clemens: Der Tempel der Natur oder der Ursprung der menschlichen Gesellschaft: ein Gedicht in vier Gesängen. W. L. Wesché, Frankfurt am Main 1827 (Digitalisat).

### Zeitschriftenbeiträge
- Remarks on the Opinion of Henry Eeles, Esq.; concerning the Ascent of Vapour. published in the Philosoph. Transact. Vol. xlix. Part i. P. 124. In: Philosophical Transactions. Band 50, Teil 1, 1757, S. 240–254 (doi:10.1098/rstl.1757.0031).
- An uncommon Case of an Haemoptysis. In: Philosophical Transactions. Band 51, Teil 2, 1760, S. 526–529 (doi:10.1098/rstl.1759.0053).
- Experiments on Animal Fluids in the exhausted Receiver. In: Philosophical Transactions. Band 64, Teil 2, 1774, S. 344–349 (doi:10.1098/rstl.1774.0036).
- A New Case in Squinting. In: Philosophical Transactions. Band 68, 1778, Teil 1, S. 86–96 (doi:10.1098/rstl.1778.0004).
- An Account of an artificial Spring of Water. In: Philosophical Transactions. Band 75, Teil 1, 1785, S. 1–7 (doi:10.1098/rstl.1785.0001).
- An Account of the successful use of Foxglove in some Dropsies, and in the pulmonary Consumption. In: Medical Transactions. Band 3, 1785, S. 255–286 (Digitalisat).
- Frigorific Experiments on the mechanical Expansion of Air, explaining the Cause of the great Degree of Cold on the Summits of high Mountains, the sudden Condensation of aerial Vapour, and of the perpetual Mutability of atmospheric Heat. In: Philosophical Transactions. Band 78, Teil 1, 1788, S. 43–52 (doi:10.1098/rstl.1788.0005).
  - Versuche über die Erzeugung der Kälte durch die mechanische Ausdehnung der Luft, zur Erklärung der Ursache des grossen Kältegrades auf hohen Bergen, der schnellen Verdichtung des Luft-Dunstes, und der beständigen Veränderlichkeit der atmosphärischen Wärme. In: Journal der Physik. Band 1, 1790, S. 73–82 (Digitalisat).

### Weitere
- [Poem on the death of Prince Frederick.] In: Academiae Cantabrigiensis Luctus in obitum Frederici celsissimi Walliae Principis. Joseph Bentham, Cambridge 1751.
  - Nachdruck in: Dr. Erasmus Darwin. The European Magazine and London Review. Band 27, Nr. 2, 1795, S. 75–77 (Digitalisat).
- The natural history of Buxton and Matlock waters. In: James Pilkington: A view of the present state of Derbyshire; with an account of its most remarkable antiquities; illustrated by an accurate map and plates. Band 1, Derby/London 1789, S. 256–275 (Digitalisat).